# ユーホーニイタカ
株式会社ユーホーニイタカは、業務用の洗剤・ワックスを開発・販売している日本の企業。株式会社ニイタカの100%子会社。

## 概要
民事再生法を申請していたユーホーケミカル株式会社の民事再生スポンサーがニイタカに決定し、ユーホーケミカルは2011年3月25日に、全事業をニイタカへ譲渡する契約を締結した。
ニイタカは2011年4月5日に、事業を譲受する受け皿会社として、100%子会社となるユーホーニイタカを資本金500万円で設立した。ユーホーニイタカは2011年7月1日付で、ユーホーケミカルの全事業並びに、取引先との契約上の地位、棚卸資産、生産設備等の固定資産、知的財産権を譲受した。尚、ユーホーケミカルの負債は継承しない。
ユーホーケミカルが販売していた製品は、ユーホーニイタカが継続して製造・販売する。

2022年4月1日よりスイショウ油化工業株式会社と株式会社ユーホーニイタカが合併しミッケル化学株式会社に移行

## 主な製品
- パウチシリーズ
  - 浴室用洗剤、ハンドソープ
- ハンドソープ
- 浴室・トイレ用・厨房用洗剤
- ワックス
- 剥離剤
- スイショウ油化工業と共同でビルメンテナンス向けのケミカル品を展開する。